# Atletiek op de Paralympische Zomerspelen 2024 - 400 m mannen T11
De 400 meter voor mannen klasse T11 op de Paralympische Zomerspelen 2024 vond plaats op 31 augustus (series & halve finales) en 1 september (finale) in het Stade de France. Deze klasse is voor blinde atleten die volledig blind zijn of licht waarnemen, maar niet in staat zijn om de vorm van een hand op enige afstand te zien. T11 atleten lopen meestal met een gids. De winnaar van 2020 was Gerard Descarrega uit Spanje, die in 2024 werd opgevolgd door Enderson German Santos Gonzalez uit Venezuela. de Fransman Timothée Adolphe behaalde het zilver en Guillaume Atangana won de bronzen medaille.

## Records
Voorafgaand aan het toernooi waren dit de wereldrecords en Paralympische records.
| Wereldrecord        | Brazilië Daniel Mendes da Silva | 49.82 | Guadalajara | 18 november 2011  |
| Paralympisch record | Angola Jose Sayovo Armando      | 50.03 | Athene      | 25 september 2004 |

## Series
De winaars van de series kwalificeerden zich direct voor de halve finales. Van de overgebleven atletes kwalificeerden bovendien de snelste zich voor de halve finale.

#### Serie 1
| Rang | Baan | Naam                                             | Naam | Tijd  | Bijz. |
| ---- | ---- | ------------------------------------------------ | ---- | ----- | ----- |
| 1    | 5    | Urganchbek Egamnazarov Sardor Bakhtiyorov (gids) | UZB  | 52.90 | Q     |
| 2    | 3    | Gauthier Makunda Lucas Mathonat (gids)           | FRA  | 53.20 | SB    |
| 3    | 1    | Ananias Shikongo Even Tjiuiju (gids)             | NAM  | 53.51 |       |
| —    | 7    | Husain Mohamed Abdallah Djimel (gids)            | BRN  | DSQ   | R19.4 |

### Serie 2
| Rang | Baan | Naam                                                | Naam | Tijd  | Bijz. |
| ---- | ---- | --------------------------------------------------- | ---- | ----- | ----- |
| 1    | 5    | Guillaume Junior Atangana Donard Nyamjua (gids)     | RPT  | 51.95 | Q, PB |
| 2    | 3    | Chris Kinda Riwaldo Goagoseb (gids)                 | NAM  | 53.00 | q     |
| 3    | 7    | Daniel Mendes da Silva Wendel de Souza Silva (gids) | BRA  | 53.03 |       |
| —    | 1    | Zimesele Khamoqane Komane Ralejoe (gids)            | LES  | DSQ   | R19.4 |

### Serie 3
| Rang | Baan | Naam                                                  | Naam | Tijd  | Bijz. |
| ---- | ---- | ----------------------------------------------------- | ---- | ----- | ----- |
| 1    | 7    | Timothée Adolphe Jeffrey Lami (gids)                  | FRA  | 51.39 | Q     |
| 2    | 3    | Eduardo Manuel Uceda Novas Diego Folgado Muñoz (gids) | ESP  | 52.79 | q     |
| 3    | 5    | Di Dongdong Lian Jiageng (gids)                       | CHN  | 57.70 | SB    |

### Serie 4
| Rang | Baan | Naam                                                              | Naam | Tijd  | Bijz. |
| ---- | ---- | ----------------------------------------------------------------- | ---- | ----- | ----- |
| 1    | 7    | Enderson Germán Santos González Eubrig José Maza Caraballo (gids) | VEN  | 51.51 | Q, PB |
| 2    | 3    | Mohammed Ayade Ahmed Al-Kinani (gids)                             | IRQ  | 51.98 | q, PB |
| 3    | 5    | Felipe de Souza Gomes Jonas Alexandre de Lima Silva (gids)        | BRA  | 52.92 | q     |

## Halve finales
De winaars van de series kwalificeerden zich direct voor de finale. Van de overgebleven atletes kwalificeerde bovendien de snelste zich voor de finale.

### Halve finale 1
| Rang | Baan | Naam                                                              | Naam | Tijd  | Bijz. |
| ---- | ---- | ----------------------------------------------------------------- | ---- | ----- | ----- |
| 1    | 5    | Guillaume Junior Atangana Donard Nyamjua (gids)                   | RPT  | 51.03 | Q, PB |
| 2    | 3    | Enderson Germán Santos González Eubrig José Maza Caraballo (gids) | VEN  | 51.71 | q     |
| 3    | 7    | Eduardo Manuel Uceda Novas Diego Folgado Muñoz (gids)             | ESP  | 52.16 | SB    |
| 4    | 1    | Felipe de Souza Gomes Jonas Alexandre de Lima Silva (gids)        | BRA  | 52.85 |       |

### Halve finale 2
| Rang | Baan | Naam                                             | Naam | Tijd  | Bijz. |
| ---- | ---- | ------------------------------------------------ | ---- | ----- | ----- |
| 1    | 5    | Timothée Adolphe Jeffrey Lami (gids)             | FRA  | 50.87 | Q     |
| 2    | 7    | Mohammed Ayade Ahmed Al-Kinani (gids)            | IRQ  | 52.04 | q     |
| 3    | 1    | Chris Kinda Riwaldo Goagoseb (gids)              | NAM  | 52.95 |       |
| 4    | 3    | Urganchbek Egamnazarov Sardor Bakhtiyorov (gids) | UZB  | 52.98 |       |

## Finale
| Rang   | Baan | Naam                                                              | Naam | Tijd  | Bijz. |
| ------ | ---- | ----------------------------------------------------------------- | ---- | ----- | ----- |
| Goud   | 7    | Enderson Germán Santos González Eubrig José Maza Caraballo (gids) | VEN  | 50.58 | PB    |
| Zilver | 5    | Timothée Adolphe Jeffrey Lami (gids)                              | FRA  | 50.75 |       |
| Brons  | 3    | Guillaume Junior Atangana Donard Nyamjua (gids)                   | RPT  | 50.89 | PB    |
| 4      | 1    | Mohammed Ayade Ahmed Al-Kinani (gids)                             | IRQ  | 51.25 |       |